# Кандидат богословия
Кандидат богословия — российская церковная учёная степень в области богословия. Присуждается диссертационными советами духовных академий и университетов Русской православной церкви (РПЦ); признаётся учёной степенью только в структурах РПЦ.

## История

### До революции
До 1814 года отсутствовала единая система аттестации в академиях Русской православной церкви — учёные степени присуждались каждой академией в соответствии со своим уставом.
В 1814 году в связи с реформой духовных школ были согласованы уставы всех духовных академий в части присвоения учёных степеней. В результате по единым правилам стали присуждаться учёные степени «кандидат богословия», «магистр богословия» и «доктор богословия». Степени кандидата и магистра богословия присваивались выпускникам академий по результатам учёбы и полученным знаниям. Степень доктора богословия присуждалась по результатам защиты диссертации.
В 1819 году вступило в действие обязательное для всех университетов России «Положение о производстве в учёные степени», определившее единый процедурный регламент присуждения учёных степеней и перечень наук, по которым может проводиться присуждение учёных степеней — богословские, юридические, медицинские и философские науки.
В 1869 году с принятием нового устава духовных академий порядок присвоения степеней был изменён. Степень кандидата богословия стала присваиваться студентам, окончившим три, магистерская — четыре курса обучения. Если защита диссертации провалилась или не состоялась, присваивалось звание «действительный студент».
С 1884 года успешно окончившим четырёхлетний курс духовной академии выпускникам после защиты диссертации присваивалась степень кандидата богословия. Наиболее успешные выпускники духовных академий могли остаться в ней в качестве профессорских стипендиатов и продолжать работу над докторской диссертацией, по результатам защиты которой присуждались степени: «доктор богословия», «доктор церковной истории» и «доктор канонического права».

### В периодСССР
В 1946 году в СССР, после долгих согласований с властями, были вновь открыты две первые православные духовные академии: Московская духовная академия и Ленинградская духовная академия.
В январе 1947 года в Московской духовной академии была организована Аттестационная комиссия из преподавателей, имевших богословские учёные степени, полученные в духовных академиях ещё до октябрьской революции.
Председателем аттестационной комиссии был выбран митрополит Николай (Ярушевич), имевший тогда степень магистра богословия, полученную в 1917 году за защиту магистерской диссертации на тему: «Церковный суд в России до издания Соборного Уложения Алексея Михайловича 1649 г.». Аттестационная комиссия в первую очередь утвердила в учёных званиях 13 наставников и преподавателей Академии. Таким образом была соблюдена преемственность с дореволюционной духовной школой.
Тогда же для выпускников духовных академий были утверждены правила присуждения три учёных степеней: «кандидат богословия», «магистр богословия» и «доктор богословия». Эти правила мало чем отличались от правил, существовавших в дореволюционных духовных академиях. Соискатели на богословские учёные степени обязаны были написать и защитить соответствующую диссертацию. Одним из главных требований к научной диссертации является внесение нового вклада в православное богословие.
Как правило, к написанию кандидатской диссертации допускались лучшие студенты духовных академий, успешно окончившие курс семинарии и имеющие отличные оценки по предметам, изучаемым в духовной академии. Объём диссертации на соискание степени «кандидата богословия» должен был составить около 250—300 страниц. Объём диссертации на соискание степени «магистра богословия» должен был составить уже не менее 500 страниц, но в библиотеках духовных академий можно встретить магистерские диссертации объёмом около 900 страниц.
Учёная степень «доктора богословия» присваивалась крайне редко и исключительно за выдающийся вклад в православное богословие. Докторская диссертация обычно писалась преподавателями духовных академий в течение многих лет (вплоть до десятилетия) и могла составлять несколько объёмных томов. Защитив докторскую диссертацию, преподаватель духовной академии мог рассчитывать получить должность профессора.

### В настоящее время
В современной России существует две системы степеней: по богословию и по теологии (ВАК), которые законодательство в области образования Российской Федерации разделяет.
Государственный апостиль может быть поставлен только на дипломы по теологии (ВАК); степени по богословию, присвоенные религиозными образовательными организациями (духовные академии и семинарии), в Российской Федерации апостилированы не могут быть, поскольку для апостилирования принимаются только документы о присуждении степени государственного образца.
При ныне (2023 год) действующем патриархе Кирилле все архиереи Русской Православной Церкви должны иметь высшее богословское образование:
Епископ должен быть «силен и наставлять в здравом учении и противящихся обличать» (Тит. 1:9). Кандидат в архиереи должен иметь высшее богословское образование.